# 遠賀町
遠賀町（日语：／ Onga chō */?）是位于福岡縣北九州市西側的一個城鎮。該町是福岡縣內唯一將名稱內的「町」讀做「chō」的町，其餘町皆讀為「machi」。
由於位於北九州市與福岡市之間，同時屬於兩大都市圈的一部份。
轄區位於遠賀平原中心位置，遠賀川的下游，自古農業發達。

## 历史

### 年表
- 1889年4月1日：實施町村制，現在的轄區在當時分屬：遠賀郡島門村和淺木村。
- 1929年4月1日：島門村和淺木村合併為遠賀村。[1]
- 1964年4月1日：改制為遠賀町。

### 變遷表
| 1889年以前 | 1889年4月1日 | 1889年 - 1912年 | 1912年 - 1944年     | 1945年 - 1989年     | 1989年 - 現在       | 現在                |
| ---------- | ------------ | --------------- | ------------------- | ------------------- | ------------------- | ------------------- |
|            | 淺木村       | 淺木村          | 1929年4月1日 遠賀村 | 1964年4月1日 遠賀町 | 1964年4月1日 遠賀町 | 1964年4月1日 遠賀町 |
|            | 島門村       |                 | 1929年4月1日 遠賀村 | 1964年4月1日 遠賀町 | 1964年4月1日 遠賀町 | 1964年4月1日 遠賀町 |

## 交通

### 鐵路
- 九州旅客鐵道
  - 鹿兒島本線：遠賀川車站

過去還曾有蘆屋鐵道、國鐵蘆屋線與室木線以遠賀川車站為起站，但此兩路線現皆已停駛。

## 教育

### 高等學校
- 福岡縣立遠賀高等學校

## 本地出身之名人
- 三原朝雄：前日本眾議院議員
- 三原朝彥：日本眾議院議員

## 外部連結
- （日語） 遠賀町商工會